# Thunder, Lightning, Strike
Thunder, Lightning, Strike è il primo album del gruppo inglese dei Go! Team. È stato pubblicato nel 2004 dall'etichetta Memphis Industries e l'anno successivo è stato nominato per il Mercury Music Prize.
Nell'ottobre 2005 è uscita una seconda edizione dell'album negli USA nel Regno unito, stavolta pubblicata dalla Columbia Records. Questa edizione, oltre all'aggiunta di due nuove tracce, è lievemente differente dalla prima a causa di alcune questioni legali sui campionamenti utilizzati all'interno delle canzoni. Nel febbraio 2006 l'album ha raggiunto la posizione 48 nelle classifiche britanniche.

## Tracce

### Prima edizione
1. "Panther Dash" (The Go! Team/Paul Cooksey) – 2:50
2. "Ladyflash" (The Go! Team/Davy DMX/Holland/Dozier/Holland/Smith/Davis/Miner) – 4:16
3. "Feelgood by Numbers" (The Go! Team) – 1:56
4. "The Power Is On" (The Go! Team) – 3:14
5. "Get It Together" (The Go! Team) – 3:28
6. "Junior Kickstart" (The Go! Team/Macdermot/Rado/Ragni) – 3:32
7. "Air Raid Gtr" (The Go! Team) – 0:39
8. "Bottle Rocket" (The Go! Team/Ninja/Ellis) – 3:32
9. "Friendship Update" (The Go! Team) – 4:00
10. "Huddle Formation" (The Go! Team/Ninja) – 3:11
11. "Everyone's a V.I.P. to Someone" (The Go! Team/Neil/Nyro) – 5:08

### Re-release
1. "Panther Dash" (The Go! Team/Paul Cooksey) – 2:50
2. "Ladyflash" (The Go! Team/Davy DMX/Holland/Dozier/Holland/Smith/Davis/Miner) – 4:16
3. "Feelgood by Numbers" (The Go! Team) – 1:56
4. "The Power Is On" (The Go! Team) – 3:14
5. "Get It Together" (The Go! Team) – 3:28
6. "We Just Won't Be Defeated" (The Go! Team) – 2:45
7. "Junior Kickstart" (The Go! Team/Macdermot/Rado/Ragni) – 3:32
8. "Air Raid Gtr" (The Go! Team) – 0:39
9. "Bottle Rocket" (The Go! Team/Ninja/Ellis) – 3:32
10. "Friendship Update" (The Go! Team) – 4:00
11. "Hold Yr Terror Close" (The Go! Team) – 2:18
12. "Huddle Formation" (The Go! Team/Ninja) – 3:11
13. "Everyone's a V.I.P. to Someone" (The Go! Team/Neil/Nyro) – 5:08

## Campionamenti utilizzati nelle canzoni
- "Ladyflash"
  - "The DMX Will Rock You (Rap Mix)" di Davy DMX
  - Wild Style colonna sonora
  - "Come See About Me" di Holland/Dozier/Holland, cantata dalle The Supremes
  - "I Can't Resist" di Smith/Davis/Miner
  - "Down From Dover" di Lee Hazlewood e Nancy Sinatra (incluso solo nella prima edizione del disco)
  - "Tighten Up" di Archie Bell and the Drells (incluso solo nella prima edizione del disco)
- "The Power Is On"
  - documentario Black Magic
  - documentario sui The Clash Westway to the World
- "Junior Kickstart"
  - "Aquarius" dal musical Hair di Macdermot/Rado/Ragni
- "Bottle Rocket"
  - "Soul Time" di Shirley Ellis
- "Huddle Formation"
  - Pubblicità della Target
  - Il film Teddy Bear Crisis (incluso solo nella prima edizione del disco)
  - Inno del Black Panther Party
- "Everyone's a V.I.P. to Someone"
  - "Everybody's Talkin" di Fred Neil
  - "Stoned Soul Picnic" di Laura Nyro